# Caher Valley

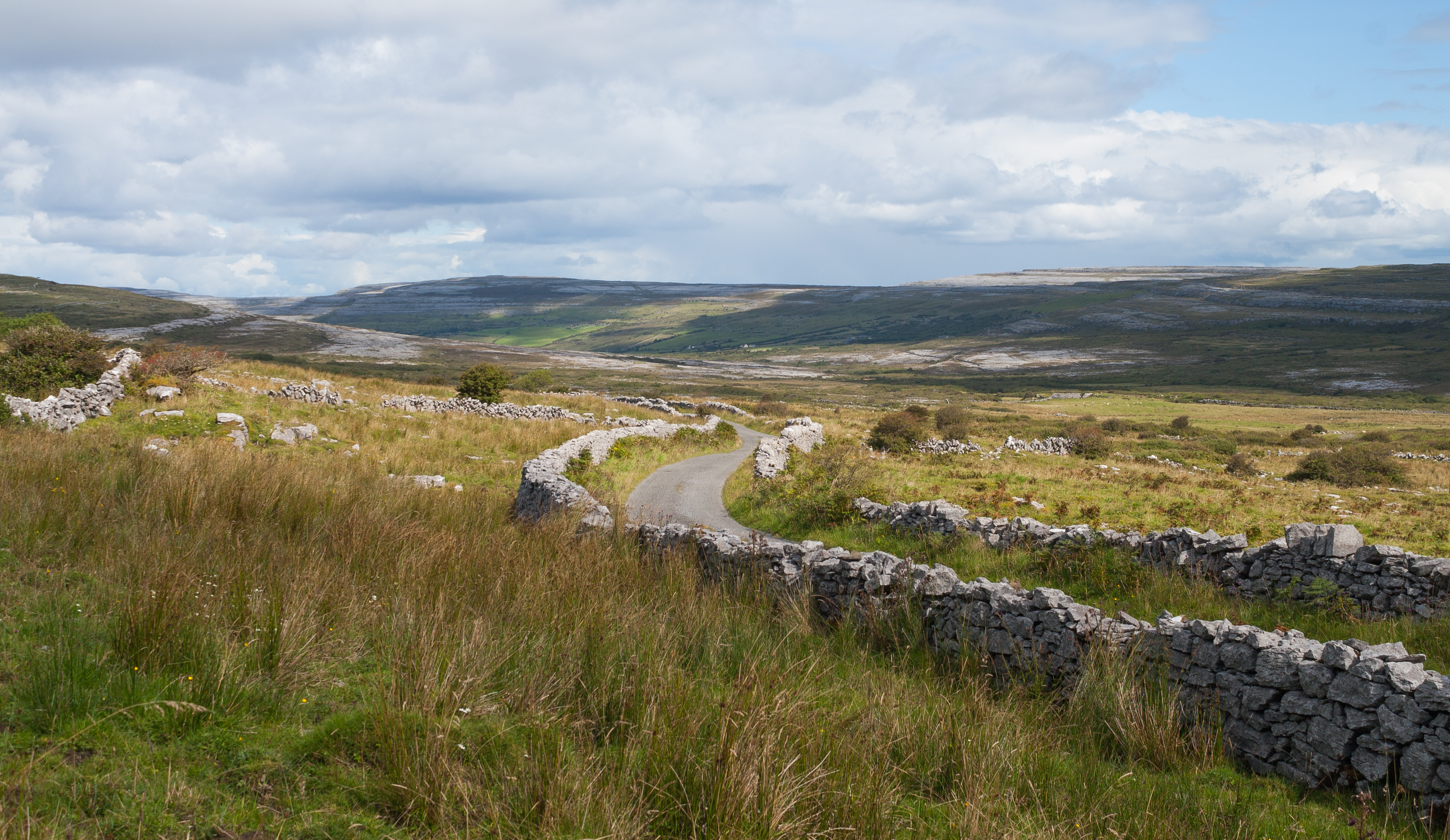
Blick ins Tal von der westlichen Hanglage im Townland Lisheeneagh

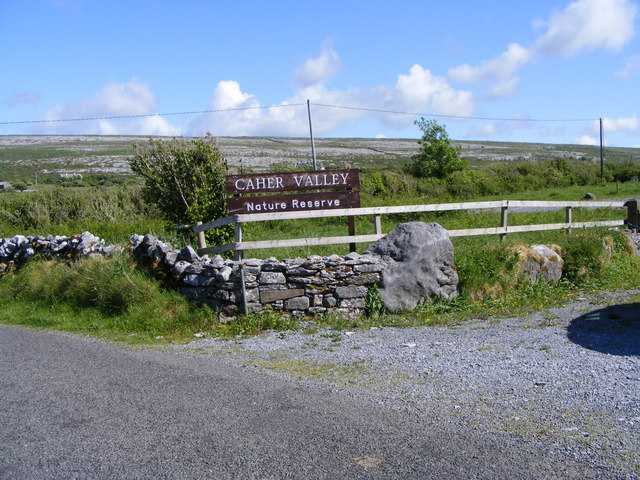
Naturreservat

Das Caher Valley (irisch Gleann na Cathrach) liegt im Nordwesten des Burren im County Clare in Irland. Es wird vom Caher River (Abhainn na Cathrach) durchzogen. Die Namen von Fluss und Tal stammen von den zahlreichen steinernen Ringforts der Gegend, die als Caher (irisch Cathair) bezeichnet werden.
Der für die Region ungewöhnlich wasserreiche Caher River (irisch Abhainn na Cathrach) entspringt am Slieve Elva (irisch Sliabh Eilbhe). Er ist der einzige oberirdische Fluss im Burren, die übrigen Fließgewässer versickern im Karst. Einige von ihnen bilden saisonal Turloughs. Der Fernwanderweg Burren Way, auch „The Green Road“ genannt, kreuzt das Tal bei Formoyle. Das Cahertal ist ein Naturreservat mit einer für den Burren sonst untypischen Vegetation.

## Die Steinforts
Die Forts Cathair Dhoire na bhFathach und Cathair an Aird Rois (englisch Caher Upper) und Caher Lower genannt), liegen zu beiden Seiten des Tales. Caherbannagh (irisch Cathair Bheannach) liegt in der Nähe der gleichnamigen Dorfruine, die nur noch aus den Mauern und Kaminen der Häuser besteht. Das Dorf wurde Mitte des 19. Jahrhunderts während der Großen Hungersnot (engl. Great Famine) verlassen. Vom Caheranardurrish ((irisch Cathair an Árd dorais) mit seinem erhaltenen Torbau, auf der Anhöhe über Formoyle, überblickt man den Nordwesten des Burren. Eng benachbart liegen dort die Cahers von Feenagh und Lismacsheedy, ein halbkreisförmiges Promontory Fort an einer Abbruchkante. Caheranardurrish hat teilweise drei Meter hohe und ebenso breite rekonstruierte Mauern. Es scheint länger als die übrigen Cahers genutzt worden zu sein. Die Quellen besagen, dass das 36 m große Rund sowohl als Penal-Kapelle als auch als Shebeen (illegaler Ausschank von schwarz gebranntem Alkohol) verwendet wurde.

## Bilder

Cahir Valley
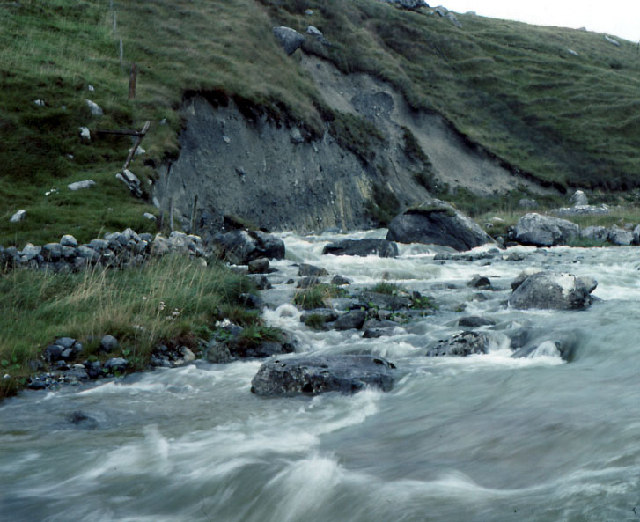
Cahir River in der Nähe des Kyber Pass
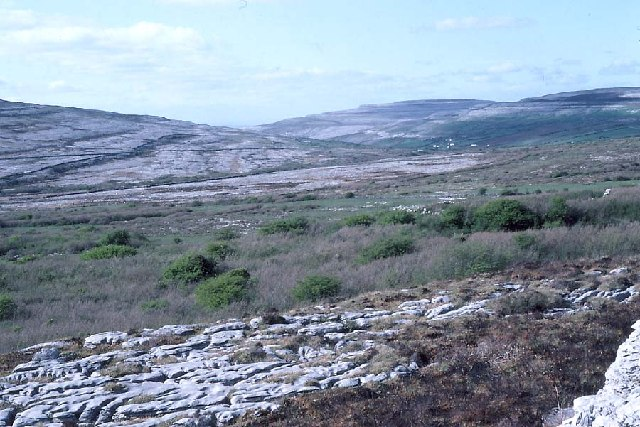
Blick ins Tal vom Townland Derrynavagh
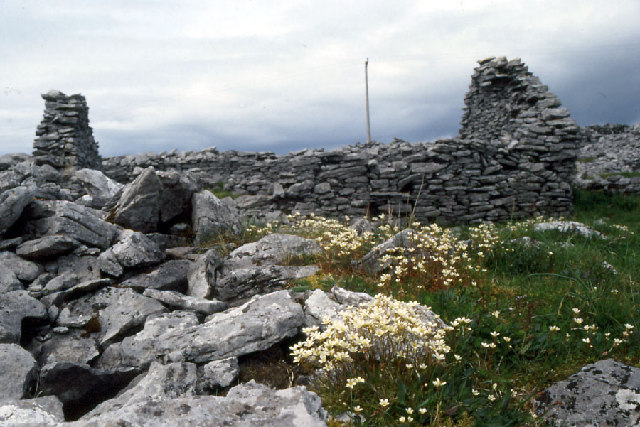
Cathair an Aird Rois
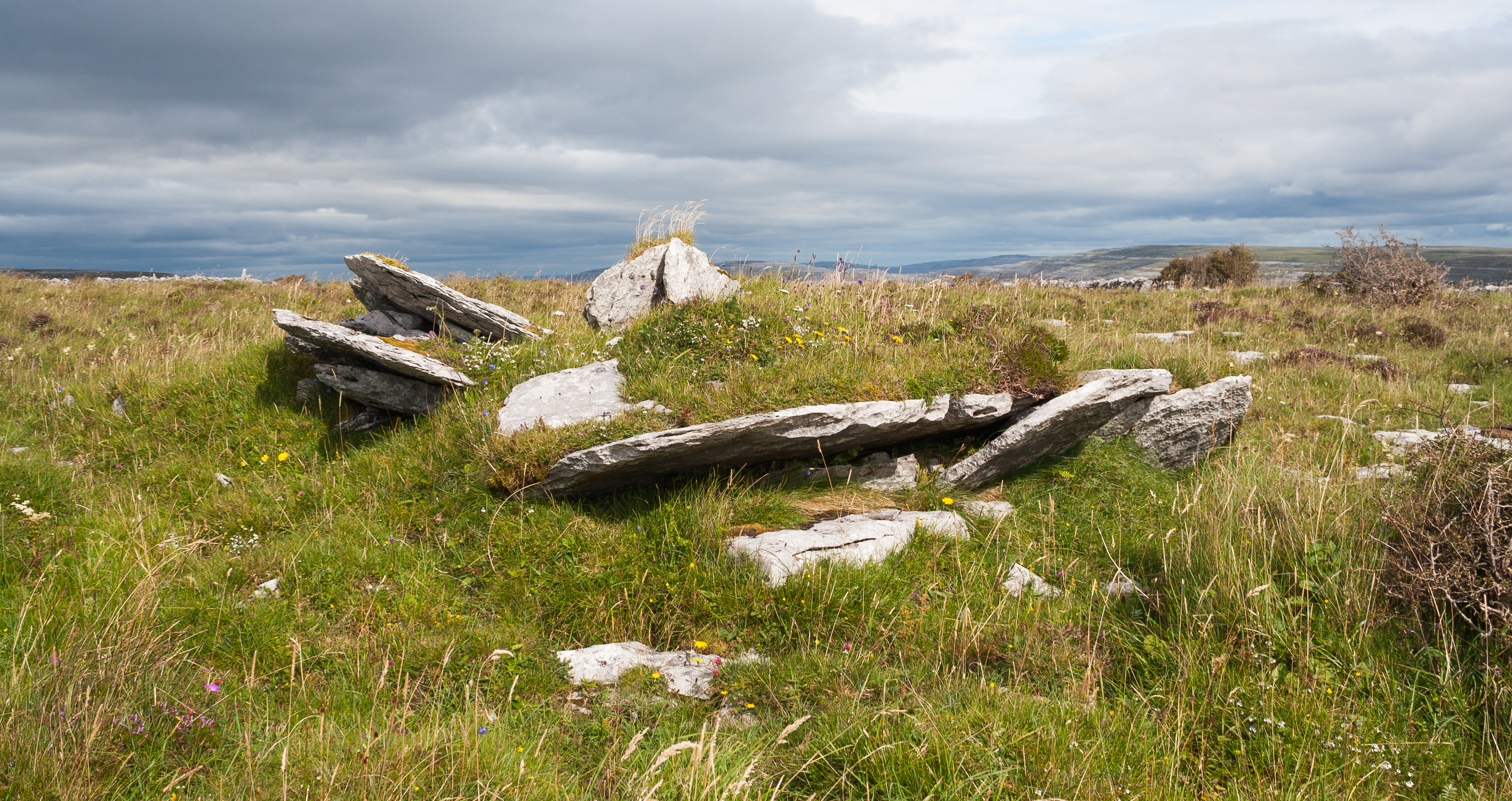
Faunarooska Wedge Tomb (Ost)

## Die Wedge Tombs
Im Caher Valley befinden sich mehrere Wedge Tombs.  Wedge Tombs (dt. „Keilgräber“, auch „wedge-shaped gallery grave“ genannt) sind doppelwandige, ganglose, mehrheitlich ungegliederte Megalithbauten der späten Jungsteinzeit und der frühen Bronzezeit in Irland.

### Derrynavahagh

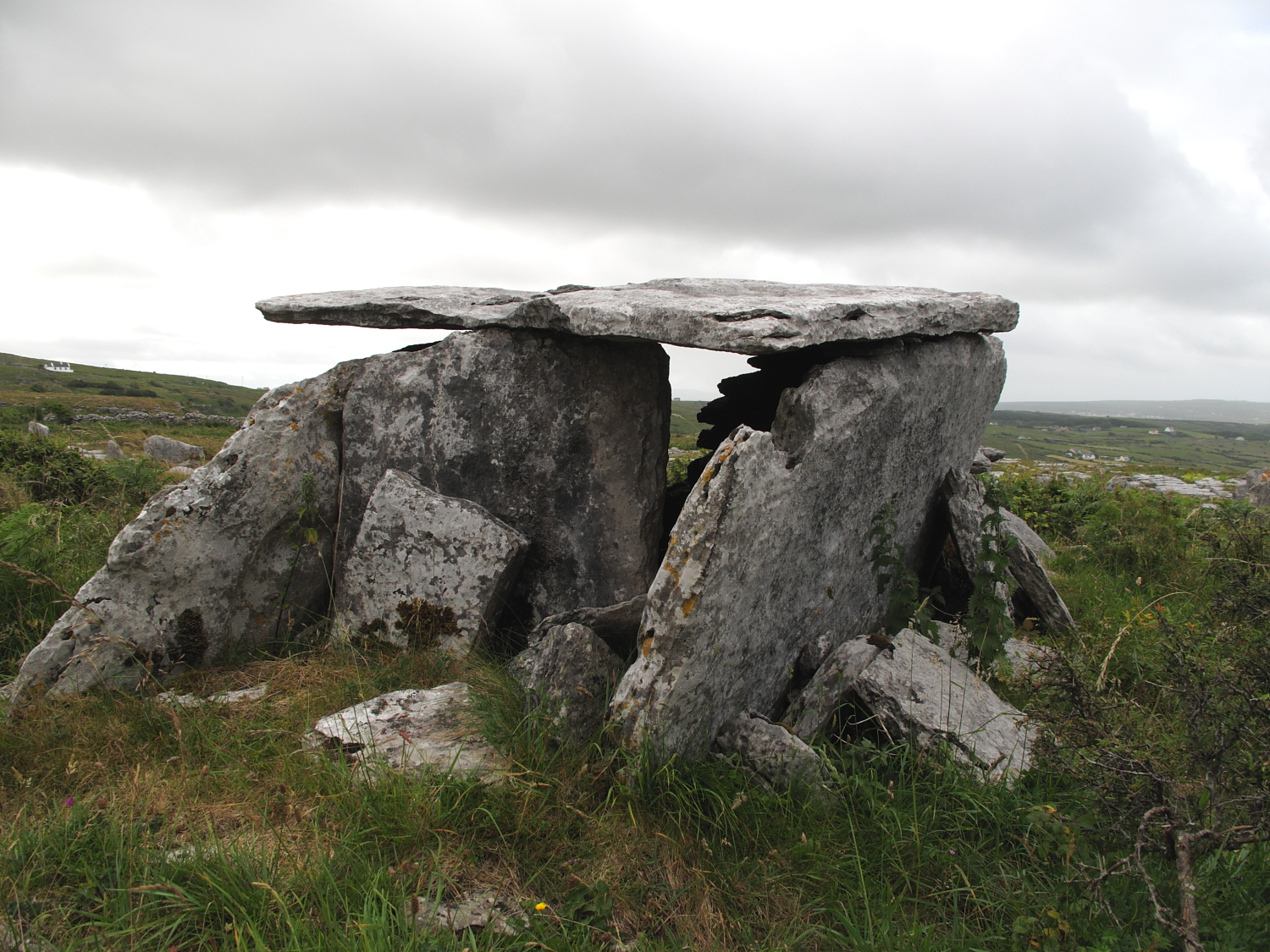
Derrynavahagh

Das Wedge Tomb von Derrynavahagh (irisch Doire na bhFathach – der Eichenwald der Riesen) ist eines der am besten erhaltenen in Irland. Es liegt 120 Meter über dem Caher River auf einer Ebene. Die Kammer wird von einer massiven Steinplatte bedeckt. Der keilförmige Grundriss verengt sich, wie bei dieser Anlagenart üblich, im Osten. Ein Rest des einstigen Cairns ist der niedrige Steinhügel südwestlich der Anlage.
Lage: 53° 5′ 37,5″ N, 9° 13′ 28,5″ W

### Faunarooska

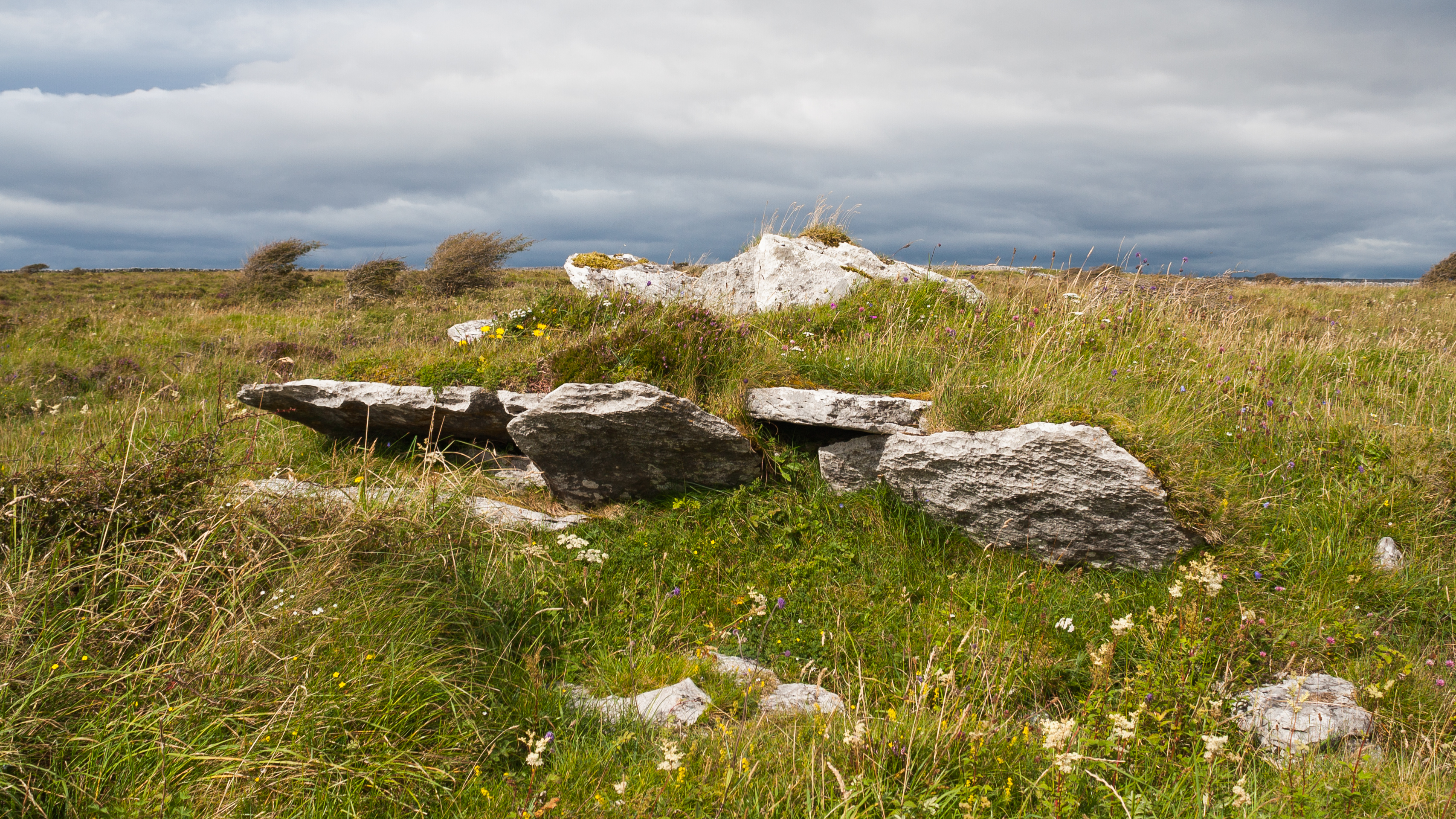
Das östliche Tomb

Südöstlich von Derrynavahagh liegen auf dem Grat zum benachbarten Tal zwei Wedge Tombs im Townland Faunarooska (Fán an Rúsca). Das westlich gelegene ist verfallen.

## Kultplätze und Kirchen
Wo der Fluss die Straße unterquert, befindet sich auf der Südseite der Brücke ein Burnt Mound (irisch fulacht fiadh). Nahe der Nordseite, 30 Meter bergauf, liegt ein sehr kleines rohes Gebäude, die Penal Church von Fermoyle. Innen sind ein Bullaun und ein Altarstein erhalten. Weiter oberhalb am Hügel liegt der Cillin, der Begräbnisplatz für die ungetauft gestorbenen Kinder des Tales. Bei der Formoyle-Kirche (heute eine Ruine) versammelte Donogh O’Brien im Jahre 1317 seine Truppen, bevor er in die Schlacht von Corcomroe Abbey (auch „Battle of Lough Raska“ genannt) zog. Beim Westeingang des Tales, der im Volksmund den Namen „Khyber Pass“ trägt, liegt, nahe dem Ort Fanore, die St. Patricks-Kirche. Die 1870 gebaute Kirche ist ein einzelliges Gebäude mit einer kleinen Sakristei.